# Argentina nos Jogos Paralímpicos de Verão de 1980
Argentina participou dos Jogos Paralímpicos de Verão de 1980, que foram realizados na cidade de Arnhem, nos Países Baixos (Holanda), entre os dias 21 e 30 de junho de 1980.
Obteve 15 medalhas, das quais 4 de ouro.